# Сюч, Лайош (1943)
Ла́йош Сюч (венг. Szűcs Lajos; 10 декабря 1943, Апатин — 12 июля 2020) — венгерский футболист и футбольный тренер. Чемпион Летних Олимпийских игр 1968 года, серебряный призёр Летних Олимпийских игр 1972 года в составе сборной Венгрии.

## Карьера

### Клубная
Воспитанник клуба «Уйпешт Дожа», начал в нём свою футбольную карьеру в молодёжной команде, где играл с 1957 по 1962 годы. В высшем дивизионе чемпионата Венгрии по футболу дебютировал в 1963 году в составе клуба «Дорог Баньяш», за который выступал до 1966 года, проведя 67 матчей и забив 7 голов.
С 1966 по 1969 годы Лайош Сюч выступает за «Ференцварош» из Будапешта, за который сыграл 102 матча и забил 7 голов. На эти годы приходится самый успешный период его карьеры. В составе «Ференцвароша» Сюч дважды подряд (в 1967 и 1968 годах) становится чемпионом Венгрии, в сентябре 1968 года играет в финале Кубка ярмарок, где «Ференцварош» в двухматчевом противостоянии уступает английскому «Лидс Юнайтед». По итогам сезона 1968 года назван футболистом года в Венгрии.
В 1970 году Лайош Сюч перешёл в будапештский клуб «Гонвед», в котором за семь лет сыграл 180 матчей, забив 18 голов. По итогам сезона 1971 года Сюч вторично стал футболистом года в Венгрии.
С 1977 по 1980 годы играет за «Вашаш Иззо» (Будапешт), за который провел 34 матча. Карьеру игрока закончил в 1982 году в клубе «Хевиз» из одноимённого города.

### Национальная сборная Венгрии
В национальной сборной Венгрии Лайош Сюч дебютировал 23 апреля 1967 в Будапеште в товарищеском матче против сборной Югославии, который венгры выиграли со счетом 1:0.
Первый свой гол за сборную Сюч забил 22 октября 1969 года в домашнем матче против сборной Чехословакии в рамках отборочного турнира чемпионата мира по футболу 1970 г. А всего Лайош Сюч сыграл за сборную 37 матчей, в которых забил два гола.
В 1972 году он участвовал в чемпионате Европы, на котором сборная Венгрии заняла четвёртое место. На чемпионате Сюч сыграл только в одном матче — в матче за третье место против сборной Бельгии, в котором вышел на замену после перерыва. Матч сборная Венгрии проиграла 1:2, тем самым заняла четвёртое место.
Последний свой матч за сборную Лайош Сюч сыграл дома в Будапеште 13 июня 1973 года против сборной Швеции в рамках отборочного турнира чемпионата мира по футболу 1974 г. Матч закончился вничью 3:3.

### Олимпийская сборная Венгрии
Лайош Сюч дважды участвовал в олимпийских футбольных турнирах. В 1968 году на Олимпийских играх в Мехико он в составе сборной Венгрии завоевал золотые медали, причем забил 4 мяча и был признан лучшим игроком олимпийского турнира.
После яркого выступления на Олимпиаде в Мехико Сюч был приглашен принять участие в матче сборная Бразилии — сборная звезд мира, который состоялся в Рио-де-Жанейро на стадионе «Маракана». Кроме него, Венгрию в составе сборной звезд представляли также Дежё Новак, Флориан Альберт и Янош Фаркаш. Бразилия победила 2:1, единственный гол сборной звезд забил Альберт.
В 1972 году на Олимпиаде в Мюнхене Лайош Сюч завоевал серебряные медали. В финале сборная Венгрии уступила сборной Польши 1:2.
Всего за олимпийскую сборную Венгрии Сюч на двух Олимпиадах сыграл 11 матчей и забил 4 мяча.

### Тренерская
В 1981 году Лайош Сюч окончил Будапештский техникум физической культуры и получил диплом тренера. До 1995 года работал в клубе «Ференцварош» тренером по физподготовке, тренером юношеской и молодёжной команд, тренером-консультантом.

## Достижения
- Чемпион Олимпийских игр 1968 года
- Серебряный призёр Олимпийских игр 1972 года
- Чемпион Венгрии 1967 и 1968 года
- Финалист Кубка ярмарок 1967/1968 гг.

## Звания, награды
- Футболист года в Венгрии 1968 и 1971 гг.
- Крест Ордена за заслуги перед Венгерской республикой[венг.] — 1995 год

## Семья
С 1969 года Лайош Сюч состоял в браке с актрисой Ильдико Печи. Сын Чаба Сюч 1971 г.р. — теннисист, тренер. Сноха Чилла Партош — художник по костюмам, хореограф. Внук Чаба Сюч 1998 г.р.